# Суворська сільська рада
Суворська сільська́ ра́да — орган місцевого самоврядування у Снігурівському районі Миколаївської області. Адміністративний центр — село Суворе.

## Загальні відомості
- Населення ради: 1 259 осіб (станом на 2001 рік)

## Населені пункти
Сільській раді підпорядковані населені пункти:
- с. Суворе
- с. Гуляйгородок
- с-ще Світла Дача

## Склад ради
Рада складається з 16 депутатів та голови.
- Голова ради: Ящук Олена Дмитрівна
- Секретар ради: Лисак Світлана Миколаївна

### Керівний склад попередніх скликань
| Прізвище, ім'я, по батькові | Основні відомості                                                         | Дата обрання | Дата звільнення |
| --------------------------- | ------------------------------------------------------------------------- | ------------ | --------------- |
| Волков Сергій Вікторович    | Сільський голова, 1968 року народження, безпартійний                      | 26.03.2006   | 31.10.2010      |
| Ящук Олена Дмитрівна        | Сільський голова, 1973 року народження, освіта вища, член Партії регіонів | 31.10.2010   |                 |

Примітка: таблиця складена за даними сайту Верховної Ради України

### Депутати
За результатами місцевих виборів 2010 року депутатами ради стали:

#### За суб'єктами висування
| Суб'єкт висування                     | Кількість обраних депутатів | %    |
| ------------------------------------- | --------------------------- | ---- |
| Партія регіонів                       | 10                          | 62,5 |
| Самовисування                         | 5                           | 31,3 |
| Політична партія Народний Рух України | 1                           | 6,3  |

#### За округами
| № округу                              | Прізвище, ім'я, по батькові        | Дата визнання обраним | Освіта  | Партійна приналежність              | Відомості про обраного депутата                               |
| ------------------------------------- | ---------------------------------- | --------------------- | ------- | ----------------------------------- | ------------------------------------------------------------- |
| Партія регіонів                       |                                    |                       |         |                                     |                                                               |
| 1                                     | Лисак Світлана Миколаївна          | 04.11.2010            | середня | член Партії регіонів                | Червонозірська сільська рада, секретар виконкому              |
| 2                                     | Крижанівський Володимир Михайлович | 04.11.2010            | середня | член Партії регіонів                | Червонозірська загальноосвітня школа, вчитель                 |
| 3                                     | Калина Ірина Сергіївна             | 04.11.2010            | вища    | член Партії регіонів                | тимчасово не працює                                           |
| 4                                     | Клепач Марина Олександрівна        | 04.11.2010            | середня | член Партії регіонів                | приватний підприємець                                         |
| 6                                     | Кравчук Наталія Антонівна          | 04.11.2010            | середня | член Партії регіонів                | Управління соціального захисту населення, соціальнийпрацівник |
| 7                                     | Пархоменко Ганна Адамівна          | 04.11.2010            | вища    | член Партії регіонів                | ПОСП ім. Суворова, головнийбухгалтер                          |
| 8                                     | Дроненко Олександр Олександрович   | 04.11.2010            | середня | член Партії регіонів                | приватний підприємець                                         |
| 12                                    | Анохіна Тетяна Іванівна            | 04.11.2010            | середня | член Партії регіонів                | тимчасово не працює                                           |
| 15                                    | Шульга Марія Леонідівна            | 04.11.2010            | вища    | член Партії регіонів                | пенсіонер                                                     |
| 16                                    | Шульга Олександр Дмитрович         | 04.11.2010            | середня | член Партії регіонів                | Фермерське господарство, голова                               |
| Політична партія Народний Рух України |                                    |                       |         |                                     |                                                               |
| 14                                    | Братченко Лариса Борисівна         | 04.11.2010            | середня | позапартійна                        | тимчасово не працює                                           |
| Самовисування                         |                                    |                       |         |                                     |                                                               |
| 5                                     | Примачук Раїса Федорівна           | 04.11.2010            | середня | член Народної партії                | ПОСП ім. Суворова, завідувачка складом                        |
| 9                                     | Терьохіна Тетяна Іванівна          | 04.11.2010            | середня | позапартійна                        | тимчасово не працює                                           |
| 10                                    | Яхимович Володимир Антонович       | 04.11.2010            | середня | позапартійний                       | Одноосібник                                                   |
| 11                                    | Яхимович Світлана Олексіївна       | 04.11.2010            | середня | позапартійна                        | Відділення зв'язку с. Гуляй Городок, завідувачка              |
| 13                                    | Клокова Людмила Володимирівна      | 04.11.2010            | середня | член Політичної партії «Фронт Змін» | Червонозірська сільська рада, головний бухгалтер              |